# Mordam Records
La Mordam Records è un'etichetta indipendente fondata nel 1983 a San Francisco da Ruth Schwartz, in precedenza editor di Maximumrocknroll. La Mordam distribuì, tra le altre, etichette come la Lookout! Records e la Sympathy for the Record Industry.
Ne 2000 Schwartz ha spostato la sede a Sacramento, dove risiede tuttora, e nel 2005 ha venduto l'etichetta alla Lumberjack Distribution. Nel 2009 varie fonti hanno annunciato la fine della Lumberjack Distribution, probabilmente per problemi finanziari.

## Artisti[3][4]
- Adolf and the Piss Artists
- Amy Millan
- April March
- The Broadways
- Broken Bottles
- Buttersprites
- Christie Front Drive
- Conga Fury
- Destroy All Monsters
- The Detroit Cobras
- The Dils
- El Vez
- The Ex
- Faith No More
- Fast Backs
- Flamin' Groovies
- Flaming Sideburns
- The Freeze
- Grimple
- The Guaranteed Ugly
- Guitar Romantic
- Hot Cross
- Haggard
- Hemlock Tavern
- Heart of Chrome
- The Hellacopters
- Infected Malignity
- Jimmy Scott
- The Junkyard Dogs
- Left Lane Cruiser
- Le Tigre
- LowerCase
- Mannequin Beach
- Negativland
- Negazione
- The Pagans
- Poison Idea
- Pot Shot
- The Promise Ring
- The Reds
- The Reatards
- Registrators
- The Rich Kids
- The Rhytm Pigs
- Scarling
- Stereophonic Space Sounds Unlimited
- Teengenerate
- The Treblemakers
- Tussle
- The Undertones
- Unwound
- Victims Family
- Zeni Geva
- The Zeros
- 13cats